# Silverchair
Silverchair és un grup de rock alternatiu australià, format inicialment amb el nom Innocent Criminals l'any 1992 a Newcastle amb el mateixos membres que la formen actualment. Els integrants de la banda són Daniel Johns (veus i guitarra), Chris Joannou (baix) i Ben Gillies (bateria). El grup és una de les bandes contemporànies de rock amb més èxit als Estats Units i Austràlia i ha aconseguit nombrosos premis de la indústria discogràfica australiana (ARIA Awards i APRA Awards). El 25 de maig de 2011 van anunciar que interrompien la seva col·laboració durant un temps indeterminat.
Silverchair va aconseguir l'èxit ben aviat quan una de les seves primeres cançons, "Tomorrow", va guanyar una competició local de la cadena de televisió australiana SBS. Ràpidament va rebre ofertes de diversos segells i va acabar signant per Murmur. Aquesta mateixa cançó els va aportar molta popularitat a Austràlia i a diferents concerts de rock internacionals. L'any 2003, després del llançament de l'àlbum Diorama, la banda va anunciar que es prendria un temps de descans que també van aprofitar per participar en altres projectes. L'any 2005 es van tornar a reunir per llançar el seu últim àlbum Young Modern. El grup ha tingut més de vint senzills durant la seva primera dècada, una xifra molt elevada respecte a qualsevol altre artista local i han obtingut vendes superiors a sis milions d'àlbums a tot el món.
El so del grup ha patit una contínua evolució durant tota la seva trajectòria en el qual es poden establir dues etapes amb estils totalment diferenciats. Si bé en el seu debut oferien un estil entre rock alternatiu i grunge. En els últims treballs s'han decantat per un pop amb melodies molt harmonioses. Les lletres de Daniel Johns han experimentat un creixement constant mentre la banda desenvolupava uns treballs més complexos.

## Història

### Formació i primers llançaments (1992−1996)
Els tres membres van néixer l'any 1979 al suburbi de Merewether, Newcastle El 1992, el cantant i guitarrista Daniel Johns i el bateria Ben Gillies van començar a tocar junts mentre encara estudiaven a l'escola primària. Més endavant, van anar a estudiar a l'institut de Newcastle, on se'ls va unir el seu company de classe Chris Joannou per tocar el baix i van formar una banda anomenada Innocent Criminals (Delinqüents innocents). Durants aquests anys van tocar en diversos espectacles per la regió Hunter Valley i van participar en el concurs "Youthrock" de l'any 1994 destinat a grups escolars sense gaire èxit. El punt d'inflexió els va arribar el 1994 en guanyar el concurs nacional anomenat "Pick Me" amb la cançó "Tomorrow". Part del premi consistia en la gravació de la cançó per part de l'emissora de ràdio alternativa Triple J i en la gravació d'un videoclip per part del canal de televisió australià ABC. Abans del llançament del senzill, els integrants van decidir canviar el nom del grup per Silverchair, ja que era el que sonava millor de la llista que havien fet. Johns va explicar que el nom provenia de "Sliver Chair", termes extrets de les cançons "Sliver" de Nirvana i "Berlin Chair" de You Am I perquè en són les principals influències.
La popularitat de la banda va créixer ràpidament aconseguint un contracte de tres àlbums amb Sony Music i el seu senzill es va llançar l'agost de 1994. L'èxit de la cançó va ser rotund després de romandre sis setmanes en el número 1 de la principal llista musical australiana (ARIA). L'any 1995 es va regravar una versió de Tomorrow (i un videoclip) per fer el llançament als Estats Units i va esdevenir la cançó més escoltada de l'any a les emissores de rock modern estatunidenques. Després de l'èxit obtingut, i tanmateix els membres del grup només tenien quinze anys i encara estudiaven a l'institut, es van dedicar a gravar i llançar el seu àlbum de debut titulat Frogstomp. Les lletres de les cançons estaven basades en fets imaginaris, televisió i percepcions sobre preocupacions d'alguns amics. L'àlbum va ser molt ben rebut per la crítica destacant la seva intensitat. Número 1 a Austràlia i Nova Zelanda, es va mantenir durant vint setmanes entre els deu millors dels Estats Units, fet que no es produïa en una banda australiana des de INXS. Posteriorment es va llançar el segon senzill anomenat "Pure Massacre" i l'àlbum va aconseguir unes vendes de 2,5 milions de còpies en tot el món.
El gener de 1996, durant un judici d'assassinat, l'advocat de Brian Bassett (16) i Nicholaus McDonald (18) va al·legar que els dos inculpats van assassinar els pares de Bassett quan escoltaven la cançó "Israel's Son" de l'àlbum Frogstomp. La banda es va defensar condemnant els actes de violència i les acusacions foren rebutjades.

### Èxit crític i comercial (1997−2001)
Mentre experimentaven l'èxit de l'àlbum Frogstromp, Silverchair va començar a gravar el seu segon àlbum d'estudi, anomenat "Freak Show", que va sortir a la venda durant l'any 1997. Aquest va produir tres senzills Top 10 a Austràlia ("Freak", "Abuse Me" i "Cemetery"). Molts crítics que els havien titllat de One Hit Wonders van quedar sorpresos i convençuts de la qualitat de la banda. Amb divuit anys van demostrar una millora en el seu propi estil musical i un so més madur que l'anterior treball, aconseguint un estil propi i autèntic que els desmarcava de la influència de famosos grups com Nirvana, Pearl Jam o Soundgarden. Tot i el reconeixement pels propis mèrits i les bones crítiques, les vendes no superaren les del treball anterior, ja que només van aconseguir vendre 1,5 milions de còpies. Durant aquesta època, els membres de grup van tenir molts problemes per combinar els estudis de secundària i universitat amb els viatges de promoció per tot el món.
Un cop aconseguida la graduació escolar, els membres del grup van poder invertir més temps en la creació del nou àlbum Neon Ballroom, que es va posar a la venda l'any 1999. Aquest va produir quatre senzills, dels quals tres van aconseguir estar entre els millors 50 de les llistes australianes: "Anthem for the Year 2000", "Ana's Song (Open Fire)", "Miss You Love" i "Paint Pastel Princess", tot i que a Austràlia es va llançar prèviament "Emotion Sickness". Igual que els anteriors, aquest també encapçalar la llista d'àlbums australiana. Amb el primer senzill "Anthem for the Year 2000" van aconseguir atraure les mirades un altre cop, sobretot gràcies a un videoclip èpic, però no va ser fins al llançament de "Ana's Song (Open Fire)" que van tornar a tenir un gran èxit semblant al de "Tomorrow".
L'any 1999, Johns va anunciar que havia desenvolupat un trastorn alimentari i anorèxia degut a l'ansietat. A causa d'aquests problemes, la banda va estar a punt de dissoldre's però Johns es va convertir en el líder absolut i es va encarregar de compondre totes les cançons d'una forma més personal i honesta. Johns va revelar que va compondre les cançons de l'àlbum mentre patia aquesta malaltia, fet que li provocava un odi a la música en aquell moment però que, tanmateix, sentia la necessitat d'escriure. Per exemple, les lletres de la cançó "Ana's Song (Open Fire)" tracten sobre aquest tema.
Al llarg de tot l'any, Silverchair va realitzar una llarga gira per promocionar l'àlbum Neon Ballroom que els va permetre superar les vendes del Freak Show internacionalment. Així doncs, a Europa i Amèrica del Sud van aconseguir que fos el seu àlbum més venut. La gira va acabar amb algunes actuacions puntuals en alguns festivals com els de Reading o el Rock in Rio, que ells van descriure com el millor de la seva carrera gràcies a una audiència de 250.000 persones. Després de la gira van comunicar que es prendrien un any sabàtic per descansar.
Amb el llançament de l'àlbum Neon Ballroom va finalitzar el contracte que tenien amb Sony Music i aprofitant l'etapa de descans que s'havien pres, també es van dedicar a buscar altres discogràfiques. Al final del descans, van confirmar que van signar per Atlantic Records per Amèrica i que crearien el seu propi segell per Austràlia i Àsia anomenat "Eleven: A Music Company". Després d'aquest anunci, Sony va llançar una compilació de senzills titulada The Best of Volume 1 sense el consentiment del grup.

### Diorama (2001−2002)

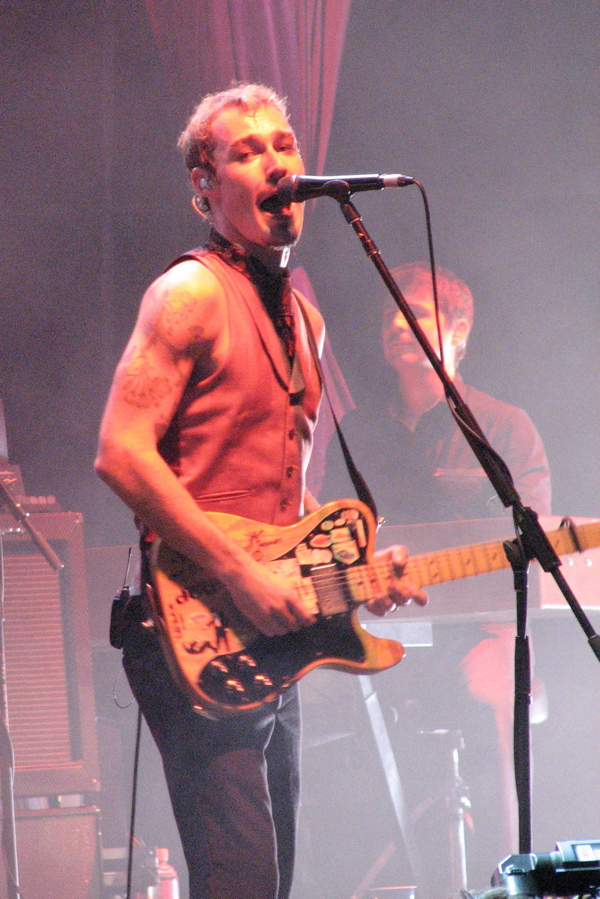
Daniel Johns durant la gira Across the Great Divide Tour de Silverchair el setembre de 2007

El juny de 2001, Silverchair va entrar a l'estudi per començar a treballar en el seu quart àlbum d'estudi, anomenat Diorama. Johns, que també va exercir de coproductor, va compondre les cançons seguint un nou mètode, ja que la majoria del material el va desenvolupar tocant el piano. Aquest disc mostra un nivell diferent de composicions on es traspassa pels sons dels anys 60 del rock. Les construccions vocàliques són molt més treballades aconsegueixen una dolça harmonia. A diferència dels anteriors, desprèn una atmosfera positiva i molts crítics van comentar que aquest era molt més artístic. En aquesta ocasió, diversos músics van col·laborar amb la banda per fer diferents arranjaments.
L'àlbum va sortir a la venda a finals del mateix any i se'n van extreure cinc senzills, però només el primer, "The Greatest View" va arribar en posicions altes a les llistes australianes. Tot i això, Diorama va romandre cinquanta setmanes en el Top 50 d'àlbums i va tenir molt èxit en els ARIA Awards del 2002 amb cinc premis incloent "Best Rock Album" i "Best Group", entre altres nominacions.
Durant la gira, Johns va patir una artritis reactiva que ataca les seves extremitats i el perjudica per tocar la guitarra. Finalment, van decidir cancel·lar la gira perquè el cantant pogués realitzar un dolorós tractament. Això també va afectar el llançament dels següents senzills i els seus videoclips es van fer amb dibuixos animats, ja que Johns encara estava a l'hospital i altres centres sanitaris. Tot i la recuperació, Johns va explicar que el grup es prendria un descans indefinit al·legant que ja portaven una dècada tocant junts i tot just tenien 23 anys.

### Projectes paral·lels (2003−2005)
Anteriorment, Daniel Johns havia publicat amb Paul Mac un senzill únicament per internet que es titulava "I Can't Believe It's Not Rock", i aprofitant el període de descans de Silverchair, es van tornar a unir creant el grup The Dissociatives i llançant un àlbum homònim l'any 2004. També va col·laborar amb la seva futura esposa Natalie Imbruglia en el seu àlbum Counting Down the Days, llançat a l'abril de 2005. Per altra banda, Joannou va treballar en la producció del segon àlbum de The Mess Hall i Gillies va treballar en el grup Tambalane llançant un àlbum homònim.
Durant aquesta època van tornar a ajuntar-se per un concert solidari celebrat a Sydney per ajudar els afectats del Tsunami de l'oceà Índic de l'any 2004. Poc després van decidir tornar-se a reunir definitivament a causa de la bona "química" que tornaven a tenir tots els membres.

### Retorn (2006−2010)

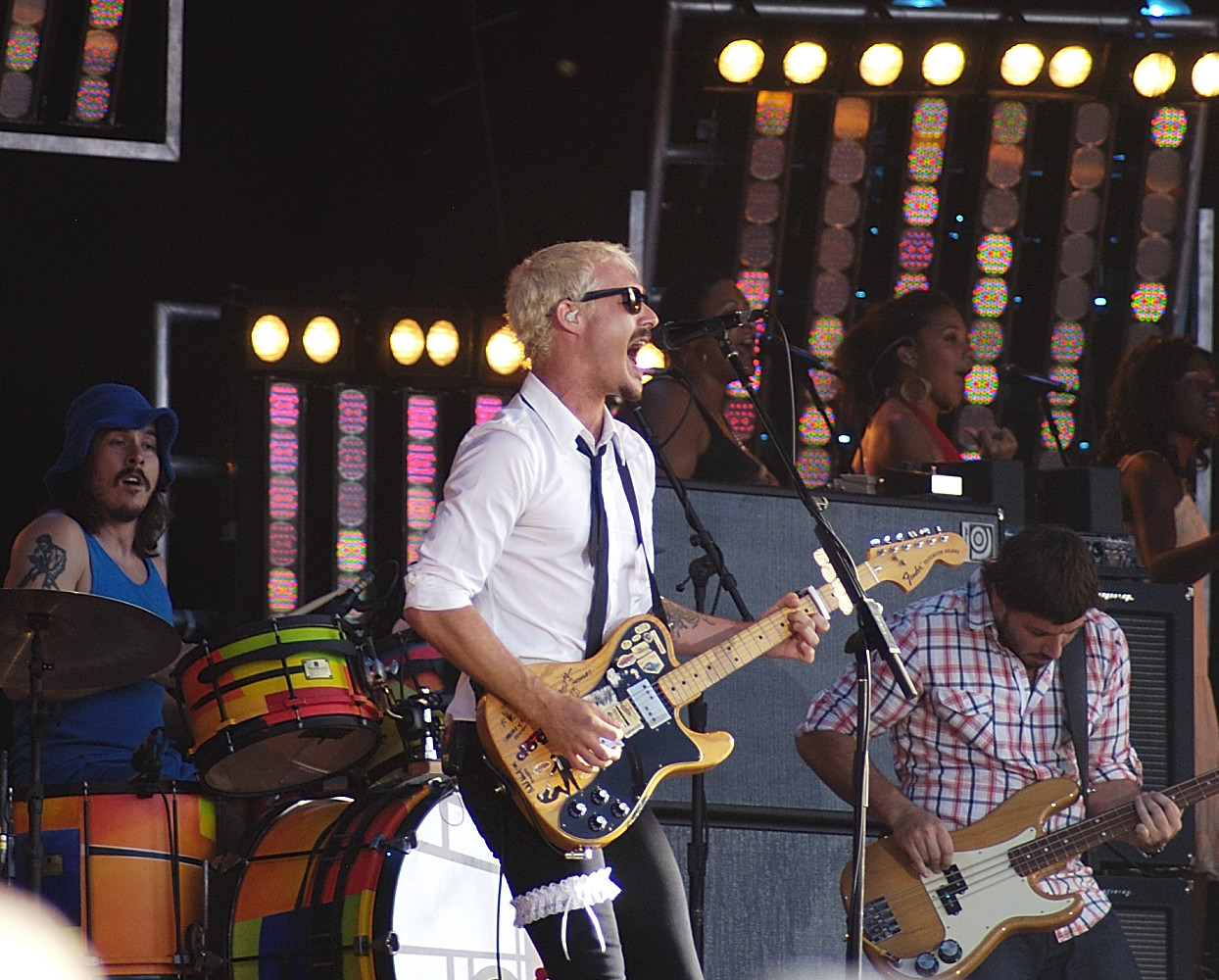
Silverchair en el festival Big Day Out del 2008.

Silverchair va començar a treballar en el següent àlbum a Hunter Valley durant l'any 2006 i la gravació es va realitzar a Los Angeles. Van Dyke Parks va tornar a treballar amb el grup i va viatjar a Praga per gravar amb l'Orquestra Filharmònica Txeca. La banda va produir l'àlbum de forma independent evitant qualsevol pressió com havien patit anteriorment treballant per un segell discogràfic.
Aquest treball va suposar un nou gir estilístic influenciat per Midnight Oil i Fleetwood Mac. Similar a Diorama, tenia un punt més directe i pop que el van fer més comercial. L'àlbum, anomenat Young Modern, es va publicar el 2007 amb el senzill "Straight Lines". Posteriorment es van llançar tres senzills més "Reflections of a Sound", "If You Keep Losing Sleep" i "Mind Reader", amb els quals, Young Modern es va convertir en el cinquè àlbum de Silverchair en arribar al capdamunt de la llista d'àlbums ARIA. "Straight Lines" va esdevenir el tercer senzill de la banda en ser el número 1 a Austràlia. L'àlbum va aconseguir tres guardons en els premis ARIA Awards i tres més en els APRA Awards del 2007. El juny de 2007 van anunciar que farien una gira conjunta amb el grup Powderfinger anomenada Across the Great Divide Tour per tot el món. En aquesta gira van aprofitar per promoure la donació a l'ONG "Reconciliation Australia".

### "Hibernació indefinida"
El 25 de maig de 2011, la banda va anunciar al seu club de fans que havien decidit aturar la seva carrera com a grup de forma indefinida. En el seu web oficial van explicar que ja feia 20 anys que tocaven junts, des dels 12, però que ara no es divertien treballant conjuntament i que era millor deixar-ho aquí. El 2009 es van tancar a l'estudi per iniciar un nou disc, inicialment tot funcionava correctament i van fer alguna actuació durant el 2010, però al cap d'un temps van començar a aparèixer les seves diferents direccions creatives. Malgrat intentar treballar per tirar endavant cançons noves, les diferències ja eren massa divergents. Finalment van decidir implantar un "hibernació indefinida" perquè cadascú pogués treballar en el seu propi futur immediat.

## Estil musical
En general, es considera que Silverchair és un grup de rock alternatiu i post-grunge, tanmateix, l'estil no s'ha mantingut fidel a aquests gèneres durant la seva evolució i maduració. Els principis del grup estan inspirats en els grups de grunge i de l'anomenat "so de Seattle" com ara Nirvana, Pearl Jam, Soundgarden i Black Sabbath juntament amb altres grups que els havien impressionat durant la seva joventut com The Beatles o The Doors. Durant la seva trajectòria, l'evolució de la seva música ha estat força gran i els últims àlbums ofereixen un so molt allunyat de l'original.
En l'últim treball, Young Modern, Johns va intentar fer un so molt senzill que es contraposava amb una estructura musical molt complexa. Les lletres es van escriure després que la música ja fos produïda i alguns cops durant la gravació. Johns va declarar que tenia pànic a escriure les lletres i fins i tot va suggerir als altres components de realitzar un àlbum instrumental en un futur. El fet de no treballar per cap segell discogràfic els ha facilitat trobar un ambient de treball adequat sense rebre cap mena de pressió.
Tot i l'evident canvi de direcció que han pres amb els últims discs, són conscients que han corregut el risc de perdre molts seguidors, però els membres del grup creuen que això és positiu perquè mai han estat encasellats i la gent no sap que es trobarà davant un nou treball.

## Recepció
Els mitjans musicals van descriure que l'estil l'àlbum Frogstomp era molt similar als grups de Nirvana i Pearl Jam, i que seguia la tradició del rock alternatiu. Alguns experts van destacar que les lletres era força pobres i no s'acostaven al nivell d'aquests grups. Després de presentar Freak Show, la banda va mostrar un estil musical més propi i tot i que les vendes van ser inferiors, va rebre molts més elogis de la crítica. Mentrestant, Neon Ballroom va suposar un avanç en la maduresa del grup, demostrant les habilitats per compondre i la qualitat fer per arranjaments. En aquest punt, alguns especialistes presentaven el so de Silverchair com l'evolució del grunge i uns grans successors de Nirvana. Per altra banda, alguns mitjans van declarar que l'àlbum era una mica confós i que intuïen que el grup no sabia exactament cap on dirigir la seva música.
L'àlbum Diorama es veia com una extensió sobre l'originalitat de la banda, amb orquestres, canvis de melodies imprevisibles i una delicadesa pop força capritxosa. Finalment, Young Modern es va descriure com una millora de la banda amb melodies enganxoses i millors arranjaments. Tot i això, van aparèixer opinions oposades. Mentre alguns mitjans afirmaven que aquest àlbum suposava el pinacle de l'evolució de Silverchair, altres declaraven que només suposava un intent d'assegurar vendes i que era molt més avorrit que els predecessors.

## Discografia
- Frogstomp (1995)
- Freak Show (1997)
- Neon Ballroom (1999)
- Diorama (2002)
- Young Modern (2007)